# Orongo

Orongo.

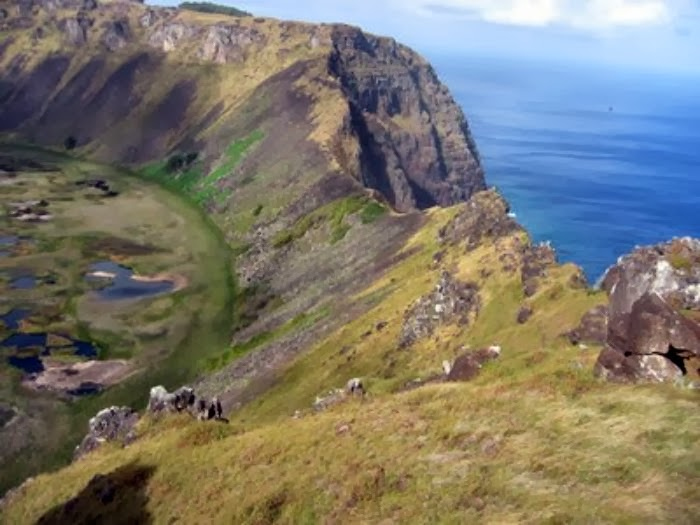
Falaise d'Orongo.

Orongo est un ancien village de pierre et centre cérémoniel de la civilisation matamua (la civilisation précédant l'arrivée des Européens), situé près du volcan Rano Kau, dans le sud-ouest de l'île de Pâques, au Chili.
Le centre cérémoniel est lié au culte du dieu Make-make, censé être venu sur l’îlot Motu Nui et y avoir apporté un œuf qui donna vie aux humains (ce qui rappelle la cosmogonie polynésienne selon laquelle le genre humain proviendrait d’œufs pondus par des oiseaux ayant copulé avec des poissons après la formation de la mer et l’émergence des premières terres, à partir du chaos primordial).
Les pétroglyphes d'Orongo représentent Make-make comme un homme à tête de sterne. Plusieurs rituels pour honorer ce dieu ont été observés par l’expédition hollandaise de Jakob Roggeveen en 1722 : les hopu, représentants de chaque clan, sautaient à la mer depuis la falaise d’Orongo, et nageaient à l’aide d’une gerbe de roseaux (totora) jusqu’à l’îlot Motu Nui, où chaque hopu se postait auprès d’un nid de sterne mahoke ou manutara et attendait. La volonté de Make-make se manifestait par l’ordre de ponte des œufs : le hopu qui, le premier, voyait pondre la sterne femelle qu’il avait choisi, devait ramener l’œuf à l’ariki nui (« grand guerrier » : le "roi" de l’île). Cet unique œuf recueilli, tout le monde rentrait sans conflits. Selon la tradition orale recueillie par l’explorateur Alfred Métraux, Make-make désignait ainsi parmi les hopu le tangata manu : l’« homme oiseau » qui était, pour un an, l’arbitre des conflits entre clans sur l’île de Pâques. À ce titre, il était « neutre » et sacré. Le missionnaire Eugène Eyraud assista en 1866 au dernier rituel de l’« homme oiseau ».
C'est d'Orongo que provient Hoa Hakananai'a, un moaï (statue de l'île de Pâques) conservé au British Museum de Londres. Dernier moaï à être encore vénéré alors qu'Eugène Eyraud procédait à l'évangélisation de l'île, il a été retiré du centre cérémoniel le 7 novembre 1868 par l'équipage britannique du navire HMS Topaze et amené à Portsmouth le 25 août 1869. Il s'agit de l'un des quatre moaïs conservés hors de l'île de Pâques.

## Notes

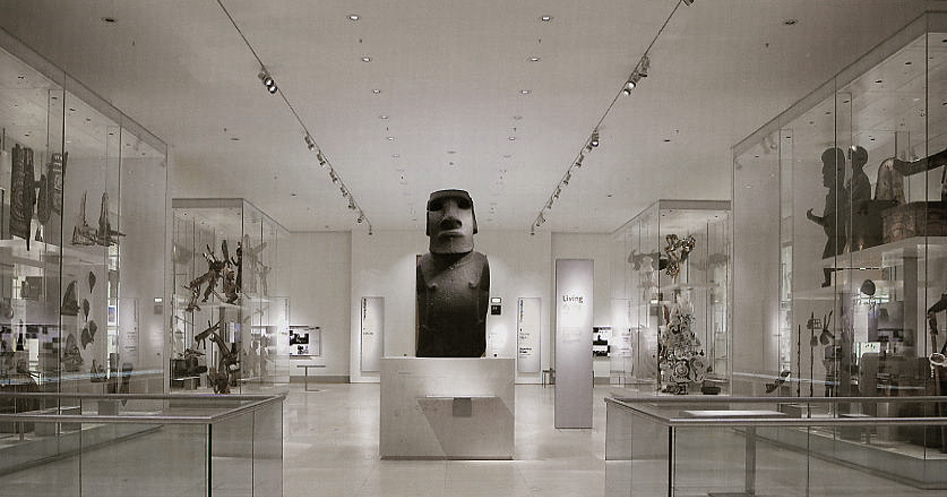
Hoa Hakananai'a.